# A Woman's Way (1916)
A Woman's Way is een Amerikaanse stomme film uit 1916 onder regie van Barry O'Neil. De hoofdrollen worden vertolkt door Ethel Clayton, Carlyle Blackwell en Alec B. Francis. Het scenario is gebaseerd op de gelijknamige roman van Thompson Buchanan. Destijds werd de film in Nederland uitgebracht onder de titel Wilskracht.

## Verhaal
Nadat ze Jack Stanton redt van een boze menigte ontevreden kolenmijnwerkers, ontmoet Marion Livingston Howard Stanton, Jacks broer. Terwijl Jack herstelt van de aanval, komt Howard op bezoek en wordt verliefd op Marion. ze trouwen en verhuizen naar New York, waar Marion een society-figuur wordt.
Na verloop van tijd zit de sleur in hun huwelijk en drijven ze uit elkaar. Howard vindt troost in de armen van avonturierster Nina Blakemore, terwijl een neerslachtige Marion de aandacht van Oliver Whitney trekt. Wanneer Howard en Nina betrokken raken bij een auto-ongeluk, publiceert een roddelblad geruchten over een scheiding van Stanton. 
Geschokt door het artikel zweert Marion te vechten voor de man van wie ze echt houdt door een uitgebreid etentje te organiseren waarvoor ze Nina en een aantal van haar voormalige romantische veroveringen uitnodigt. De mannen voelen zich buitengewoon ongemakkelijk in Nina's aanwezigheid en een piekfijn uitgedoste Marion overklast haar rivale.
Howard beseft eindelijk dat hij een fout heeft gemaakt en het stel verzoent zich.

## Rolverdeling
| Acteur            | Personage            |
| ----------------- | -------------------- |
| Ethel Clayton     | Marion Livingston    |
| Carlyle Blackwell | Howard Stanton       |
| Alec B. Francis   | General John Stanton |
| Pierre LeMay      | Jack Stanton         |
| Edward Kimball    | John Livingston      |
| Montagu Love      | Oliver Whitney       |
| Edith Campbell    | Nina Blakemore       |